# Нове Ровиська
Нове Ровиська (пол. Nowe Rowiska) — село в Польщі, у гміні Скерневиці Скерневицького повіту Лодзинського воєводства.
У 1975-1998 роках село належало до Скерневицького воєводства.